# Веселобалківська сільська рада
Веселоба́лківська сільська́ ра́да — адміністративно-територіальна одиниця та орган місцевого самоврядування в Казанківському районі Миколаївської області. Адміністративний центр — село Весела Балка.

## Загальні відомості
- Населення ради: 1 089 осіб (станом на 2001 рік)

## Населені пункти
Сільській раді підпорядковані населені пункти:
- с. Весела Балка
- с-ще Казанка
- с. Любомирівка
- с. Новоолександрівка
- с. Пищевиця

## Склад ради
Рада складається з 14 депутатів та голови.
- Голова ради: Подгурська Наталія Леонідівна
- Секретар ради: Попова Людмила Миколаївна

### Керівний склад попередніх скликань
| Прізвище, ім'я, по батькові   | Основні відомості                                                         | Дата обрання | Дата звільнення |
| ----------------------------- | ------------------------------------------------------------------------- | ------------ | --------------- |
| Подгурська Наталія Леонідівна | Сільський голова, 1956 року народження, член Народної партії              | 26.03.2006   | 31.10.2010      |
| Подгурська Наталія Леонідівна | Сільський голова, 1965 року народження, освіта вища, член Партії регіонів | 31.10.2010   |                 |

Примітка: таблиця складена за даними сайту Верховної Ради України

### Депутати
За результатами місцевих виборів 2010 року депутатами ради стали:

#### За суб'єктами висування
| Суб'єкт висування               | Кількість обраних депутатів | %    |
| ------------------------------- | --------------------------- | ---- |
| Партія регіонів                 | 8                           | 57,1 |
| Народна партія                  | 3                           | 21,4 |
| Комуністична партія України     | 2                           | 14,3 |
| Політична партія «Наша Україна» | 1                           | 7,1  |

#### За округами
| № округу                        | Прізвище, ім'я, по батькові    | Дата визнання обраним | Освіта  | Партійна приналежність                | Відомості про обраного депутата                                                               |
| ------------------------------- | ------------------------------ | --------------------- | ------- | ------------------------------------- | --------------------------------------------------------------------------------------------- |
| Комуністична партія України     |                                |                       |         |                                       |                                                                                               |
| 12                              | Петрак Йосип Карлович          | 01.11.2010            | середня | член Комуністичної партії України     | пенсіонер                                                                                     |
| 13                              | Накоркешко Раїса Костянтинівна | 01.11.2010            | середня | член Комуністичної партії України     | Веселобалківська загальноосвітня школа, завгосп                                               |
| Народна Партія                  |                                |                       |         |                                       |                                                                                               |
| 1                               | Цигаль Олена Юріївна           | 01.11.2010            | середня | член Народної партії                  | тимчасово не працює                                                                           |
| 2                               | Ясинський Григорій Георгійович | 01.11.2010            | вища    | член Народної партії                  | ПП"Агротех", керуючий відділком                                                               |
| 4                               | Негоденко Ольга Володимирівна  | 01.11.2010            | середня | член Народної партії                  | тимчасово не працює                                                                           |
| Партія регіонів                 |                                |                       |         |                                       |                                                                                               |
| 5                               | Попова Людмила Миколаївна      | 01.11.2010            | середня | член Партії регіонів                  | Веселобалківськасільська рада, секретар                                                       |
| 6                               | Пилипченко Людмила Георгіївна  | 01.11.2010            | середня | член Партії регіонів                  | Веселобалківська загальноосвітня школа, бібліотекар                                           |
| 7                               | Кучеренко Ірина Володимирівна  | 01.11.2010            | вища    | член Партії регіонів                  | Веселобалківськасільська рада, соціальний працівник                                           |
| 8                               | Марченко Надія Григорівна      | 01.11.2010            | вища    | член Партії регіонів                  | Веселобалківська загальноосвітня школа, вчитель                                               |
| 9                               | Коптєва Світлана Миколаївна    | 01.11.2010            | середня | член Партії регіонів                  | Залізнична станція Казанка, Херсонського відділення Одеської залізниці, старший прийомоздавач |
| 10                              | Васильєва Галина Миколаївна    | 01.11.2010            | середня | член Партії регіонів                  | пенсіонер                                                                                     |
| 11                              | Бохеньська Тетяна Георгіївна   | 01.11.2010            | середня | член Партії регіонів                  | ПП «Ольга», реалізатор                                                                        |
| 14                              | Олійник Оксана Вікторівна      | 01.11.2010            | середня | член Партії регіонів                  | ПП «Чарівниця», перукар                                                                       |
| Політична партія «Наша Україна» |                                |                       |         |                                       |                                                                                               |
| 3                               | Стоян Ніна Юхимівна            | 01.11.2010            | вища    | член Політичної партії «Наша Україна» | пенсіонер                                                                                     |